# Dichoteleas fulgidus
Dichoteleas fulgidus (лат.) — вид наездников рода Dichoteleas из подсемейства Scelioninae (Scelionidae). Обитает в Индонезии на территории провинции Западное Папуа, расположенной на западной оконечности острова Новая Гвинея. Эпитет fulgidus происходит от латинского слова «блестящий», обозначающего гладкий, металлический блеск мезосомы.

## Описание
Мелкие наездники-сцелиониды, длина около 3 мм, голова и грудь металлически блестящие, синие. Этот вид можно определить по наличию дорсального медианного киля на тергитах Т1-Т4 метасомы, а от D. subcoeruleus и D. fuscus его можно отличить по мелкопунктированной скульптуре мезоскутума. Усики 12-члениковые. Число максиллярных пальпомеров: 4. Форма максиллярных пальпомеров: удлинённая цилиндрическая. Число лабиальных пальпомеров: 2. На средних и задних голенях по одной шпоре, есть латеральные шипы на мезоскутеллуме и медиальный шип на метаскутеллуме.